# A Pókember (1994) epizódjainak listája
Ez a lap az 1994-es Pókember-sorozat epizódjait listázza. A sorozat a Fox Kids csatornán indult 1994-ben. Magyarországon is a Fox Kids sugározta mind a 65 epizódot.

## Évadáttekintés
| Évad | Évad | Epizódok száma | Évad premier         | Évad finálé        |
| ---- | ---- | -------------- | -------------------- | ------------------ |
|      | 1    | 13             | 1994. november 19.   | 1995. június 11.   |
|      | 2    | 14             | 1995. szeptember 9.  | 1996. február 24.  |
|      | 3    | 14             | 1996. április 27.    | 1996. november 23. |
|      | 4    | 11             | 1997. február 1.     | 1997. augusztus 2. |
|      | 5    | 13             | 1997. szeptember 12. | 1998. január 31.   |

## Epizódok

### 1. évad
| # | Cím                                                                        | Író(k)                                        | Rendező(k)     | Első vetítés       |
| --- | -------------------------------------------------------------------------- | --------------------------------------------- | -------------- | ------------------ |
| 1 | A Gyík éjszakája (Night of the Lizard)                                     | Gerry Conway, Stan Berkowitz és John Semper   | Bob Richardson | 1994. november 19. |
| Pókember felfedezi, hogy tanára egy veszélyes gyíkká változott.                                                                                        |                                                                            |                                               |                |                    |
| 2 | A pók pusztító (The Spider Slayer)                                         | John Semper                                   | Bob Richardson | 1995. február 4.   |
| Norman Osborn felbéreli Spencer Smythe-ot, hogy építsen robotokat Pókember elpusztítására.                                                             |                                                                            |                                               |                |                    |
| 3 | A pók pusztítók visszatérnek (Return of the Spider Slayer)                 | John Semper                                   | Bob Richardson | 1995. február 11.  |
| Aduász felajánlja Alistair Smythe-nak a forrásait, hogy új robotokat építsen, mert elhitette vele, hogy apja haláláért hősünk a felelős.               |                                                                            |                                               |                |                    |
| 4 | Doktor Octopus veszélyes karnyújtása (Doctor Octopus: Armed and Dangerous) | John Semper és Brooks Wachtel                 | Bob Richardson | 1995. február 18.  |
| Peter egykori tanára őrült tudóssá lett és pénzért elrabolja barátját.                                                                                 |                                                                            |                                               |                |                    |
| 5 | A fenyegető Myserio (The Menace of Mysterio)                               | John Semper, Marv Wolfman és Stan Berkowitz   | Bob Richardson | 1995. február 25.  |
| Egy új ellenfél Pókembernek kiadva magát rablásokat hajt végre.                                                                                        |                                                                            |                                               |                |                    |
| 6 | A Skorpió csípése (The Sting of the Scorpion)                              | John Semper, Marty Isenberg és Robert N. Skir | Bob Richardson | 1995. március 11.  |
| Egy semmirekellő bűnözőből egy kísérlet által lesz szupergonosztevő.                                                                                   |                                                                            |                                               |                |                    |
| 7 | Kraven a vadász (Kraven the Hunter)                                        | John Semper és Jan Strnad                     | Bob Richardson | 1995. április 1.   |
| Egy tudós szerelme egy „csodaszer” miatt most vadállattá változott és a nagyváros lett a vadászterülete.                                               |                                                                            |                                               |                |                    |
| 8 | A jelmezbe bújt idegen 1. rész (The Alien Costume, Part One)               | Avi Arad és Stan Lee                          | Bob Richardson | 1995. április 29.  |
| John Jameson és űrhajós társa egy idegen anyaggal érintkeznek amire többeknek is fáj a foga. Az idegen anyag rámászik a Pókemberre.                    |                                                                            |                                               |                |                    |
| 9 | A jelmezbe bújt idegen 2. rész (The Alien Costume, Part Two)               | John Semper és Brynne Chandler Reaves         | Bob Richardson | 1995. május 6.     |
| Miután Pókember megszabadult az idegen anyagtól Eddie Brockra mászott rá és megszületett Méreg. Ő tudja valójában ki a Pókember és bosszúra szomjazik. |                                                                            |                                               |                |                    |
| 10 | A jelmezbe bújt idegen 3. rész (The Alien Costume, Part Three)             | John Semper és Mark Hoffmeier                 | Bob Richardson | 1995. május 13.    |
| Az idegen anyag a szimbionta még mindig a Földön van és veszélyes. Pókemberen a feladat, hogy elpusztítsa.                                             |                                                                            |                                               |                |                    |
| 11 | A lidérc 1. rész (The Hobgoblin, Part One)                                 | John Semper és Larry Brody                    | Bob Richardson | 1995. május 20.    |
| Norman Osborn felbérli a Lidércet, hogy tegye el láb alól Aduászt.                                                                                     |                                                                            |                                               |                |                    |
| 12 | A lidérc 2. rész (The Hobgoblin, Part Two)                                 | Stan Berkowitz                                | Bob Richardson | 1995. május 27.    |
| A Lidérc legyőzi Aduászt és átveszi a helyét. A nagy vezér Osborn segítségét kéri, hogy visszaszerezhesse pozícióját.                                  |                                                                            |                                               |                |                    |
| 13 | A Kaméleon napja (Day of the Chameleon)                                    | John Semper                                   | Bob Richardson | 1995. június 11.   |
| A Kaméleon egy nemzetközi kém és mesterien álcázza magát. Felbérelték egy békeszerződés megakadályozására.                                             |                                                                            |                                               |                |                    |

### 2. évad (Neogenetikai rémálom)
| # | Cím                                                           | Író(k)                                            | Rendező(k)     | Első vetítés         |
| --- | ------------------------------------------------------------- | ------------------------------------------------- | -------------- | -------------------- |
| 1 | A Galád Hatos sereg (The Insidious Six)                       | David Lee Miller és John Semper                   | Bob Richardson | 1995. szeptember 9.  |
| Aduász kiszabadít hat Pókember által hűvösre tett gazfickókat és csapattá kovácsolja őket. Eközben Pókember ereje gyakran felmondja a szolgálatot. |                                                               |                                                   |                |                      |
| 2 | Küzdelem a Galád Hatos sereggel (Battle of the Insidious Six) | John Semper                                       | Bob Richardson | 1995. szeptember 16. |
| Pókember csatába indul a hatos sereg ellen. |                                                               |                                                   |                |                      |
| 3 | A Folyadék Ember (Hydro-Man)                                  | John Semper                                       | Bob Richardson | 1995. szeptember 23. |
| Mary Jane egykori barátja felbukkanása káoszt hoz a városra. |                                                               |                                                   |                |                      |
| 4 | A mutáns irtás (The Mutant Agenda)                            | John Semper, J. M. DeMatteis és Stevent Grant     | Bob Richardson | 1995. szeptember 30. |
| Pókemberen egyre jobban eluralkodik a mutációja, ezért az X-menekhez fordul. Ellenségesen fogadják. Később Herbert Landon elfogja Bestiát kísérletezés céljából. |                                                               |                                                   |                |                      |
| 5 | A mutáns bosszúja (Mutants' Revenge)                          | John Semper és Michael Eden                       | Bob Richardson | 1995. október 7.     |
| Bestiát elrabolták egy mutáns gén elleni gyógyszer kifejlesztése érdekében. Pókember és Farkas összefognak a kiszabadítása érdekében. A Lidérc is újra felbukkan. |                                                               |                                                   |                |                      |
| 6 | Morbius (Morbius)                                             | John Semper                                       | Bob Richardson | 1995. október 28.    |
| Dr. Mariah Crawford kifejlesztett egy gyógymódot Pókember betegsége ellen de nem biztos a teljes hatásosságában. Peter vérével egy kutató társa Morbius kísérletezik és ez igen rossz ér véget. |                                                               |                                                   |                |                      |
| 7 | Az Igazságosztó közbelép (Enter the Punisher)                 | John Semper és Carl Potts                         | Bob Richardson | 1995. november 4.    |
| Morbius Peter mutálódott vérével kísérletezik amibe beleiszik egy denevér, majd megharapja a férfit és így átalakul vámpírrá. Eközben Peter nem bírja tovább és beveszi a kétes szérumot. Emiatt 4 keze lesz és később pókszörnnyé változik. Eközben feltűnik a színen a Megtorló aki a pókszörnyre vadászik. |                                                               |                                                   |                |                      |
| 8 | Az üldözők párbaja (Duel of the Hunters)                      | John Semper                                       | Bob Richardson | 1995. november 11.   |
| Dr. Crawford segítségül hívja Kravent, hogy állítsa meg a pókszörnyet amíg ő kidolgoz egy ellenszert. |                                                               |                                                   |                |                      |
| 9 | Penge a vámpírvadász (Blade, the Vampire Hunter)              | John Semper, Stephanie Mathison és Mark Hoffmeier | Bob Richardson | 1996. február 3.     |
| A városba érkezik Penge a vámpírvadász aki Morbiusra vadászik, de Pókember segíteni akar rajta. |                                                               |                                                   |                |                      |
| 10 | A halhatatlan vámpír (The Immortal Vampire)                   | John Semper és Meg McLaughlin                     | Bob Richardson | 1996. február 10.    |
| Pókember és Penge összefognak Morbius megállítása érdekében aki egy szerkezet segítségével mindenkit vámpírrá akar változtatni. |                                                               |                                                   |                |                      |
| 11 | Az időtábla (Tablet of Time)                                  | John Semper, Mark Hoffmeier és Stan Berkowitz     | Bob Richardson | 1996. november 18.   |
| Felbukkan egy tábla ami visszafordítja az öregedést. Minden bűnözőnek erre fáj a foga. |                                                               |                                                   |                |                      |
| 12 | Az idő vasfoga (Ravages of Time)                              | John Semper, Mark Hoffmeier és Stan Berkowitz     | Bob Richardson | 1996. november 25.   |
| Egy Ezüstsörény nevű keresztapa megszerzi az időtáblát és újra fiatallá teszi magát, de a tábla által visszaváltozik csecsemővé. |                                                               |                                                   |                |                      |
| 13 | A keselyű rikoltása (Shriek of the Vulture)                   | John Semper, Gilles Wheeler és Eyelyn A. R. Gabai | Bob Richardson | 1996. február 17.    |
| Norman Osborn egy riválisa technológiáit akarja megszerezni, de a rivális megszerezvén az időtáblát és egy szerkezet segítségével kiszívja az emberek erejét amitől fiatal és erős lesz. Így akar leszámolni Osbornnal.                                                                                       |                                                               |                                                   |                |                      |
| 14 | A végső rémálom (The Final Nightmare)                         | John Semper és Sandy Fries                        | Bob Richardson | 1996. február 24.    |
| Pókember még mindig Keselyű ellen harcol és a mutációja is újra feltör benne. |                                                               |                                                   |                |                      |

### 3. évad (Az apák bűnei)
| # | Cím                                             | Író(k)                                                        | Rendező(k)     | Első vetítés         |
| --- | ----------------------------------------------- | ------------------------------------------------------------- | -------------- | -------------------- |
| 1 | Doktor Különc (Doctor Strange)                  | Mark Hoffmeier és John Semper                                 | Bob Richardson | 1994. április 27.    |
| Mordó báró elhiteti Mary Jane elméjével, hogy ő az apja és így ráveszi, hogy csatlakozzon bűnöző szektájához. |                                                 |                                                               |                |                      |
| 2 | Kívánságod parancs (Make a Wish)                | John Semper                                                   | Bob Richardson | 1994. május 4.       |
| Pókember találkozik új mentorával, majd egy rajongóját látogatja meg, eközben Octavius gépet épít amit elméjével irányíthat.                                                                                                  |                                                 |                                                               |                |                      |
| 3 | A poliprobot támadása (Attack of the Octobot)   | Meg McLaughlin és John Semper                                 | Bob Richardson | 1994. május 11.      |
| Doc Ock egy lézer segítségével, amnéziát idéz elő Pókembernél és együtt mennek rabolni. Pók kis rajongója követi őket, de segítségre lesz szüksége.                                                                           |                                                 |                                                               |                |                      |
| 4 | A Zöld Kobold közbelép (Enter the Green Goblin) | John Semper                                                   | Bob Richardson | 1994. május 18.      |
| Norman ideggázzal kísérletezik, de a ”fegyvere” megbomlasztja elméjét: Zöld Kobold születik. |                                                 |                                                               |                |                      |
| 5 | A Rakétalovag (Rocket Racer)                    | John Semper                                                   | Bob Richardson | 1994. szeptember 14. |
| A városban egy nagy kerék gépezettel fosztogat egy csapat bűnöző. Egy fiatal fiú úgy dönt, hogy technológiai tudását felhasználva szembeszáll velük.                                                                          |                                                 |                                                               |                |                      |
| 6 | A csalétek (Framed)                             | John Semper és Mark Hoffmeier                                 | Bob Richardson | 1994. szeptember 21. |
| Peter egy hazaárulási ügybe keveredik amiért börtönbe is kerül. |                                                 |                                                               |                |                      |
| 7 | A rettenthetetlen (The Man Without Fear)        | John Semper és Mark Hoffmeier                                 | Bob Richardson | 1994. szeptember 28. |
| Matt Murdock nappal ügyvédként, éjjel Fenegyerekként küzd Peter ártatlansága bizonyítása érdekében. Fény derül, hogy Wilson Fisk az üzletember maga az Aduász.                                                                |                                                 |                                                               |                |                      |
| 8 | Alistair átváltozása (The Ultimate Slayer)      | John Semper                                                   | Bob Richardson | 1994. október 5.     |
| Alistair-t egy droiddá változtatják, majd Pókember ellen vetik be. |                                                 |                                                               |                |                      |
| 9 | Lonnie visszatér (Tombstone)                    | John Semper, Larry Brody, Robert N. Skir és Marty Isenberg    | Bob Richardson | 1994. október 12.    |
| A keresztapa, Ezüstsörény lánya felbérel egy Halálfej nevű bűnözőt, hogy akadályozza meg a Hírharsona egyik cikkének megjelenését, ami rossz színben tüntetné fel a nőt. Közben a lapkiadó egyik munkatársa is belekeveredik. |                                                 |                                                               |                |                      |
| 10 | Méreg visszatér (Venom Returns)                 | John Semper, Stan Berkowitz és Len Wein                       | Bob Richardson | 1994. november 2.    |
| A Pókember által elintézett idegen anyag visszatér és osztódni kezd. Eddie újra Méreg lesz és új társa is akad. |                                                 |                                                               |                |                      |
| 11 | A szinbionta (Carnage)                          | John Semper, Stan Berkowitz és James Krieg                    | Bob Richardson | 1994. november 9.    |
| Egy gonosz szellem visszatérne a Földre. Az osztódott szinbionta egy újabb bűnözőt kebelez be: Megszületik Mészárszék. |                                                 |                                                               |                |                      |
| 12 | A szégyenfolt (The Spot)                        | James Krieg                                                   | Bob Richardson | 1994. november 9.    |
| Egy tudós megalkotott egy tér-idő katalizátor szerkezetet amivel bárhova és bármikor el tud jutni. Egy idő után rossz célokra kezdi el használni.                                                                             |                                                 |                                                               |                |                      |
| 13 | Koboldháború! (Goblin War!)                     | Mark Hoffmeier, John Semper, Robert N. Skir és Marty Isenberg | Bob Richardson | 1994. november 16.   |
| A Zöld Manó és a Lidérc ölre mennek a tér-idő katalizátorért. |                                                 |                                                               |                |                      |
| 14 | Fordulópont (Turning Point)                     | James Krieg, John Semper, Robert N. Skir és Marty Isenberg    | Bob Richardson | 1994. november 23.   |
| A Zöld Manó a tér-idő katalizátor segítségével kideríti Pókember kilétét és le akarja leplezni. |                                                 |                                                               |                |                      |

### 4. évad (Társak a veszélyben)
| # | Cím                                                      | Író(k)                                                 | Rendező(k)     | Első vetítés       |
| --- | -------------------------------------------------------- | ------------------------------------------------------ | -------------- | ------------------ |
| 1 | Bűnös (Guilty)                                           | Larry Brody és Meg McLaughlin                          | Bob Richardson | 1997. február 1.   |
| Mary Jane a tér-idő katalizátor fogságába esett. Közben a Hírharsona egyik embere bűnözők körébe kerül.                                                                     |                                                          |                                                        |                |                    |
| 2 | A Macska (The Cat)                                       | Sean Catherine Derek                                   | Bob Richardson | 1997. február 1.   |
| Dr. Octopus és Fisk elrabolnak egy fegyencet a S.H.I.E.L.D. bázisától egy sokat érő képlet miatt, amivel létrehozták Amerika kapitányt.                                     |                                                          |                                                        |                |                    |
| 3 | A Fekete Macska (The Black Cat)                          | Marty Isenberg, Robert N. Skir és Sean Catherine Derek | Bob Richardson | 1997. február 15.  |
| A titkos képlet felhasználásával Fisk és társa megalkották Felicia Hardy-ból a Fekete Macskát. Apja érdekében most kénytelen nekik dolgozni.                                |                                                          |                                                        |                |                    |
| 4 | Kraven visszatér (The Return of Kraven)                  | Meg McLaughlin                                         | Bob Richardson | 1997. február 22.  |
| Fekete Macska és Pókember összefog, hogy megállítsák az újra felbukkanó Kravent.                                                                                            |                                                          |                                                        |                |                    |
| 5 | Társak (Partners)                                        | Cynthia Harrison és Brooks Wachtel                     | Bob Richardson | 1997. május 3.     |
| A csecsemő Ezüstsörény, Alistair segítségével újra felnőtt akar lenni, ezért elrabolják Fekete Macskát és Pókembert ráveszik keresse meg a kísérlethez szükséges alanyokat. |                                                          |                                                        |                |                    |
| 6 | Ébredés (The Awakening)                                  | Sean Catherine Derek                                   | Bob Richardson | 1997. május 10.    |
| A vámpírszörnyé átalakult Morbius egy barlangban aludt, amíg kutatók rá nem találtak. Felébresztették és elszabadul a városban.                                             |                                                          |                                                        |                |                    |
| 7 | A vámpírkirálynő (The Vampire Queen)                     | Meg McLaughlin és John Semper                          | Bob Richardson | 1997. május 17.    |
| Penge anyja, a Vámpírkirálynő New York teljes lakosságát vámpírrá akarja változtatni.                                                                                       |                                                          |                                                        |                |                    |
| 8 | Zöld Kobold visszatér (The Return of the Green Goblin)   | Mark Hoffmeier                                         | Bob Richardson | 1997. július 12.   |
| Norman fiát, Harry Osborn-t megkörnyékezi a Zöld Kobold szelleme. Az ideggáz segítségével visszatérhet, létrehozva az Új Koboldot.                                          |                                                          |                                                        |                |                    |
| 9 | Hajsza Mary Jane után (The Haunting of Mary Jane Watson) | Meg McLaughlin és John Semper                          | Bob Richardson | 1997. július 19.   |
| Egy filmben szerepet kap Mary Jane, de a dolgok rosszra fordulnak amikor feltűnik Mysterio.                                                                                 |                                                          |                                                        |                |                    |
| 10 | A Gyík király (The Lizard King)                          | Gordon Ken                                             | Bob Richardson | 1997. július 26.   |
| Peter megkéri Mary Jane kezét. Eközben Dr. Connors találkozik gyík "gyermekeivel" akik egy véletlen folytán születtek.                                                      |                                                          |                                                        |                |                    |
| 11 | A Ragadozó (The Prowler)                                 | Terence Taylor                                         | Bob Richardson | 1997. augusztus 2. |
| Egy bűnöző le akar számolni főnökével és Aduász segítségét kéri aki alaposan átveri. Az átvert egyén Pókember segítségét kéri a bajban.                                     |                                                          |                                                        |                |                    |

### 5. évad (Titkos háborúk)
| # | Cím                                                                    | Író(k)                                         | Rendező(k)     | Első vetítés         |
| --- | ---------------------------------------------------------------------- | ---------------------------------------------- | -------------- | -------------------- |
| 1 | Az esküvő (The Wedding)                                                | Meg McLaughlin és John Semper                  | Bob Richardson | 1997. szeptember 12. |
| Mary Jane és Peter összeházasodnak, de Harry újra Zöld Kobolddá változik és feltett szándéka, hogy megzavarja az eseményt. |                                                                        |                                                |                |                      |
| 2 | Hat elfelejtett harcos (Six Forgotten Warriors)                        | John Semper                                    | Bob Richardson | 1997. szeptember 19. |
| Egy régi ismerős látogatást tesz Peter-éknél és felszínre hozza a fájó múltat Peter szüleivel kapcsolatban. |                                                                        |                                                |                |                      |
| 3 | Nem kívánt örökség (Unclaimed Legacy)                                  | John Semper                                    | Bob Richardson | 1997. szeptember 19. |
| Peter és Robbie Oroszországba utaznak, hogy kiderítsék Peter szüleiről az igazságot. Felmerült a nevük államtitkok kiadásában. |                                                                        |                                                |                |                      |
| 4 | A hatok titka (Secrets of the Six)                                     | John Semper                                    | Bob Richardson | 1997. október 3.     |
| Peter és Robbie Oroszországban tudomást szerzett a Hat Amerikai Harcosról akiket a 2. világháború idején hoztak létre, hogy leszámoljanak a nácikkal. Ellenben a nácik is megalkottak egy gépet a harcosok legyőzésére: a Végső Fegyvert.                                                                                          |                                                                        |                                                |                |                      |
| 5 | Újra együtt (The Six Fight Again)                                      | John Semper                                    | Bob Richardson | 1997. október 3.     |
| A Végső Fegyver nevű gépezethez tartozó kulcsokat a 6 harcos őrizte, de ők rég eltűntek. Fisk és emberei megtalálják őket és a kulcsokat megszerezvén szabad az út a gépezethez. Azonban egyikük elárulja őket. |                                                                        |                                                |                |                      |
| 6 | A hősiesség hercege (The Price of Heroism)                             | John Semper                                    | Bob Richardson | 1997. október 17.    |
| A Végső Fegyvernek titulált géppel visszahozzák a Vörös Koponyát, aki fiából élő fegyvert csinál.Pókemberen és a hatokon a sor, hogy megállítsák őket. |                                                                        |                                                |                |                      |
| 7 | A Folyadék Ember visszatér 1. rész (The Return of Hydro-Man, Part One) | Eileen Fuentes és James Krieg                  | Bob Richardson | 1997. október 24.    |
| Peter és Mary Jane nászútjukat töltik mikor feltűnik a Folyadék Ember és elrabolja a lányt. Később kiderül, hogy ő is tudja uralni a vizet. |                                                                        |                                                |                |                      |
| 8 | A folyadék ember visszatér 2. rész (The Return of Hydro-Man, Part Two) | John Semper és Meg McLaughlin                  | Bob Richardson | 1997. október 31.    |
| A küzdelem folytatódik a Folyadék Ember ellen. Kiderül, hogy egy tudós klónozta az eredeti Folyadék Embert és kérésére klónozta Mary Jane-t is, de a folyamat instabil és mindketten el fognak párologni. |                                                                        |                                                |                |                      |
| 9 | A megérkezés (Arrival)                                                 | John Semper és Karen Milovich                  | Bob Richardson | 1997. november 7.    |
| Madame Pókháló és Másvilági elrepíti Pókembert egy idegen bolygóra ahol egy békés világot kell megmentenie az összeválogatott (Dr. Octopus, Dr. Doom, Alistair Smythe, a Gyík és a Vörös Koponya) gonosztevőktől. Segítségül Pókember is összeválogat egy csapatot (A Fantasztikus Négyes, Vasember, Amerika Kapitány, és Ciklon). |                                                                        |                                                |                |                      |
| 10 | Vörös Koponya vesszőfutása (The Gauntlet of the Red Skull)             | Virginia Roth                                  | Bob Richardson | 1997. november 14.   |
| Pókember és csapata először Vörös Koponyával próbál leszámolni. |                                                                        |                                                |                |                      |
| 11 | Diadal doktor (Doom)                                                   | John Semper, Mark Hoffmeier és Ernie Altbacker | Bob Richardson | 1997. november 21.   |
| A következő legyőzendő ellenfél Dr. Doom, aki időközben megszerzi a Másvilági erejét így veszélybe kerül az egész küldetés. |                                                                        |                                                |                |                      |
| 12 | Nagyon nagyon utálom a klónokat (I Really, Really Hate Clones)         | John Semper, Mark Hoffmeier és James Krieg     | Bob Richardson | 1998. január 31.     |
| Másvilági és Pókember a jövőbe utaznak ahol a Pókember egyik klónja a Mészárszék-Pók uralkodik és New Yorkot teljesen elpusztította. |                                                                        |                                                |                |                      |
| 13 | Minden jót, Pókember (Farewell, Spider-Man)                            | John Semper                                    | Bob Richardson | 1998. január 31.     |
| Pókember, a más dimenziókból érkezett Pókemberekkel felveszik a végső harcot a gonosz klón ellen. |                                                                        |                                                |                |                      |